# Panchrysia ornata
Panchrysia ornata là một loài bướm đêm trong họ Noctuidae.